# 178243 Schaerding
178243 Schaerding este un asteroid din centura principală de asteroizi.

## Descriere
178243 Schaerding este un asteroid din centura principală de asteroizi. A fost descoperit pe 22 decembrie 2006 la Gaisberg de Richard Gierlinger. Asteroidul prezintă o orbită caracterizată de o semiaxă mare de 2,78 ua, o excentricitate de 0,10 și o înclinație de 0,3° în raport cu ecliptica.